# Flugplatz Jeshwang
Der Flugplatz Jeshwang ist ein ehemaliger Flugplatz im westafrikanischen Staat Gambia.

## Geschichte

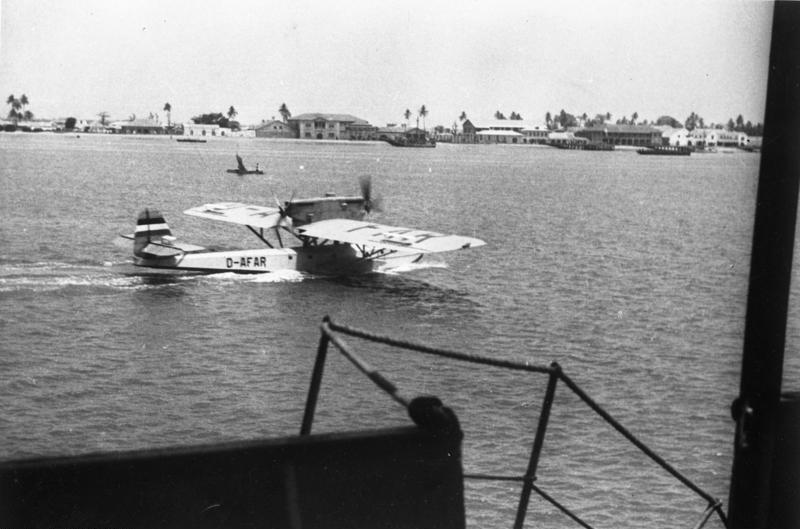
Südatlantik-Luft-Postdienst: Do J II f Bos D-AFAR „Samum“ bei Bathhurst (1938)

Die Deutsche Lufthansa erwarb 1932 ein Stück Land in der damaligen britischen Kolonie Gambia in der Kombo-St. Mary Area, nahe Bathurst (ab 1973: Banjul) in Jeshwang. Zu dieser Zeit bot die Lufthansa Passagen in die Vereinigten Staaten mit Luftschiffen und Dornier-Flugbooten an. Dieser neue Stützpunkt in Afrika wurde gebraucht, damit die Lufthansa schnelle Verbindungen nach Südamerika anbieten konnte.
Die Lufthansa baute das erworbene Land zu einem Flugplatz aus und dieser wurde ab 1934 bis zum Ausbruch des Zweiten Weltkrieges vier Jahre lang betrieben. Auf seinem Jungfernflug von Frankfurt nach Brasilien machte 1934 der Zeppelin LZ 127 in Jeshwang Station. Der Flugplatz Jeshwang wurde von der Lufthansa von Luftschiffen und von Flugbooten des Typs Dornier Wal, auf der Transatlantikroute nach Rio de Janeiro (Brasilien) angeflogen. Zusätzlich wurden zu den Flugbooten, die das Gewässer vor Bathurst nutzten, Katapultschiffe für die Route in Dienst gestellt. In der zweiten Hälfte des Jahres 1934 wurde von der Lufthansa mit der gambischen Regierung eine Vereinbarung geschlossen, die ihr erlaubte, Luftpost zwischen Bathurst und dem Vereinigten Königreich zu transportieren.
Ab Ende der 1930er Jahre nutzte die British South American Airways den befestigten Landeplatz bei Jeshwang für ihre Flugverbindung nach Brasilien.
Während des Zweiten Weltkrieges wurde im Juni 1941 die No. 200 Squadron RAF in Jeshwang stationiert und 1943 zum ausgebauten Flugplatz Yundum (später: Banjul International Airport) verlegt. Bis wann der Flugplatz Jeshwang genutzt wurde, ist nicht genau belegt aber noch vor 1955 wurde der Flugplatz aufgegeben. Das Gelände in Jeshwang wurde später aufgegeben und überbaut.

## Lage
Das Gelände lag westlich der heutigen Sait Matty Road und war – wie die Straßenzüge – 315° ausgerichtet und reichte im Süden bis zur heutigen Banjul-Serekunda Highway. Es hatte dabei eine Länge von rund zwei Kilometer.

## Zwischenfälle
- Am 12. März 1937 stürzte eine Heinkel He 111 der Deutschen Lufthansa mit dem Namen “Rostock” (Luftfahrzeugkennzeichen D-ALIX), beladen mit Luftpost, bei Bathurst ab. Die vier Besatzungsmitglieder wurden nicht aufgefunden.[5]
- Am 30. August 1946 schwenkte eine Avro 691 Lancastrian C.3 der British South American Airways (G-AGWJ) bei der Landung auf dem Flugplatz Jeshwang von der Landebahn herunter und  wurde irreparabel beschädigt. Alle 6 Insassen, Besatzungsmitglieder und Passagiere, überlebten den Unfall.[6]